# 塞克西區
6°33′49″S 79°03′05″W / 6.56361°S 79.05139°W
塞克西區（西班牙語：Distrito de Sexi），是秘魯的一個區，位於該國北部卡哈馬卡大區的聖克魯斯省，始建於1942年9月18日，面積192.9平方公里，海拔高度2,495米，2005年人口450，人口密度每平方公里2.3人。